# 刘克明 (1919年)
刘克明（1919年7月28日—2013年5月29日），辽宁昌图人，中国苏联东欧研究的奠基人之一，中国社会科学院俄罗斯东欧中亚研究所原所长、研究员，中国社会科学院荣誉学部委员。